# Giuseppe Gerola
Giuseppe Gerola (Arsiero, 2 aprile 1877 – Trento, 21 settembre 1938) è stato uno storico italiano, conosciuto per il suo impegno in progetti di restauro dei monumenti, i suoi studi a Creta veneziana e per le sue indagini su politica, cultura e arte del Trentino medievale.

## Biografia

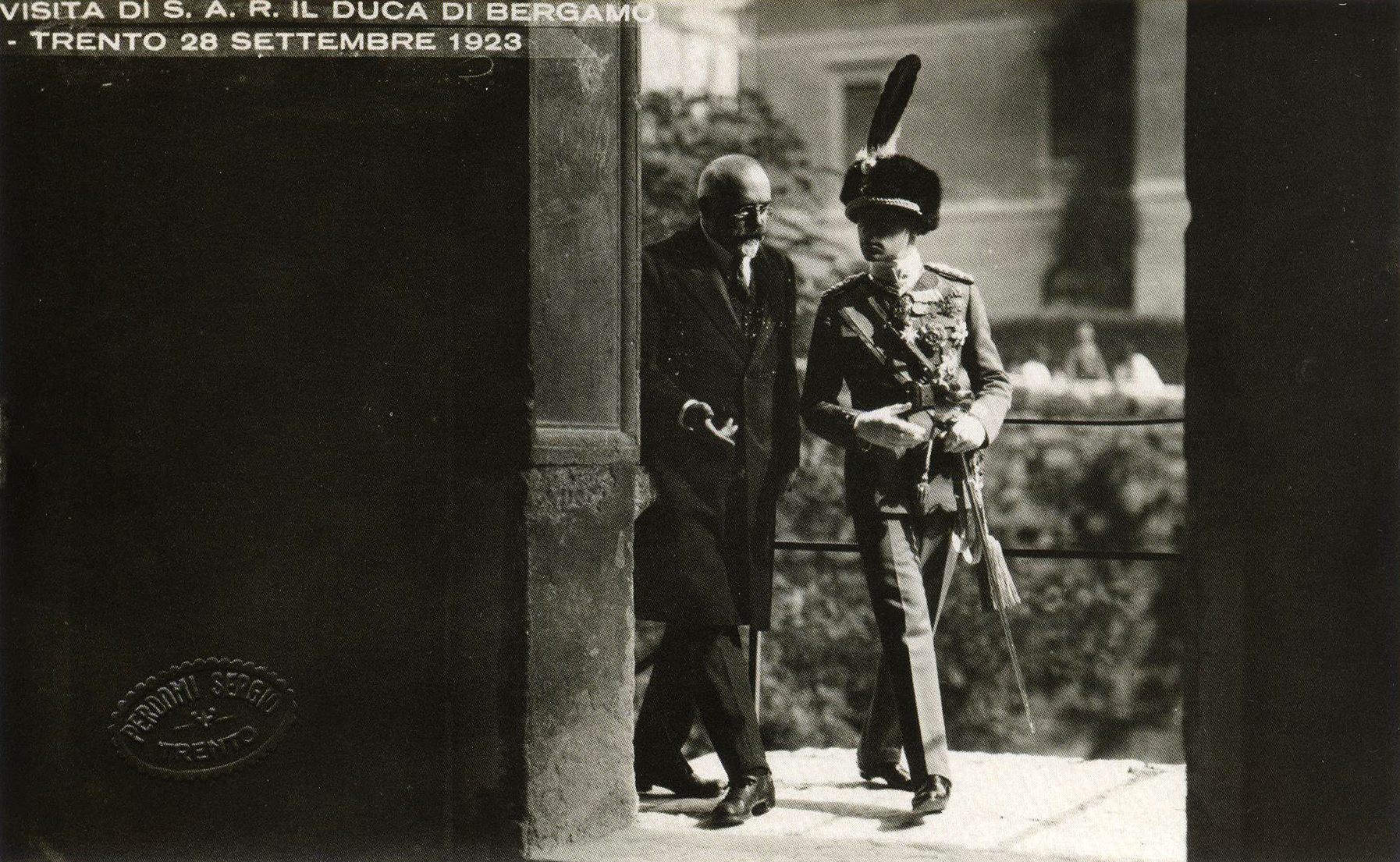
Giuseppe Gerola entra nella Loggia del Romanino del castello del Buonconsiglio insieme ad Adalberto di Savoia-Genova nel 1923, in una foto di Sergio Perdomi

Nacque da Domenico Gerola ed Augusta Cofler, una famiglia di profondi ideali risorgimentali originaria di Rovereto, dove il giovane trascorse l'infanzia. Dopo aver compiuto gli studi liceali a Desenzano del Garda, Gerola preferì orientarsi verso studi universitari presso il Regno d'Italia. Nel 1894-1895 frequentò la facoltà di lettere a Padova per poi passare all'Istituto di studi storici di Firenze, dove si laureò nel 1898.
Tra i suoi insegnanti si annoverano il paleografo Cesare Paoli e il medievalista Paul Scheffer-Boichorst, che ebbe come docente durante un suo soggiorno di studio presso Berlino. L'interesse per la storia dell'arte si sviluppò invece durante i suoi studi con Heinrich Finke a Friburgo.
Nel 1899 visitò l'isola di Creta per compiere degli studi storici sulla dominazione veneziana come inviato dell'Istituto veneto di scienze, lettere ed arti. I risultati di quella campagna di studi sono tuttora conservati presso l'Istituto veneto di scienze, lettere ed arti. Tra il 1905 e il 1932 pubblicherà il materiale ottenuto durante questa missione in 4 volumi intitolati Monumenti veneti nell'isola di Creta, grazie ai quali nel 1933 vincerà il "premio Mussolini" dell'Accademia d'Italia. 
Tornato in Italia, tra il 1903 e il 1906 diresse il museo di Bassano del Grappa, dove fondò il Bollettino del Museo, e successivamente il Museo civico di Verona.
Il 19 maggio 1907 sposa a Milano Ernesta Cena da cui ebbe i figli: Carlo Berengario (1908-1953), Domenico Udalrico (1909-1963), Augusta (1911-1998), Filippo Marcabruno (1914-2006) e Carlamaria (1923-2006). La coppia si stabilisce a Verona, dove Giuseppe è chiamato a dirigere il Museo Civico della città, in una casa al Ponte delle Navi dirimpetto alle absidi di San Fermo. 
Nel 1909 fu promosso a soprintendente ai Monumenti della Romagna con sede a Ravenna, carica che ricoprì fino al 1920.
Tra il 1918 e il 1921, per via della sua conoscenza del tedesco, condusse le trattative con Innsbruck e Vienna per la restituzione dei beni archivistici e bibliografici del Trentino, conservati in Austria.
Nel 1920, dopo la nomina a dirigente presso la Soprintendenza all'Arte medievale e moderna in Trento, si dedicò anche al restauro del Castello del Buonconsiglio, sede della stessa Soprintendenza. A Montagnaga di Pinè, dove il padre Domenico aveva acquistato una casa, Giuseppe trascorreva le vacanze con la famiglia

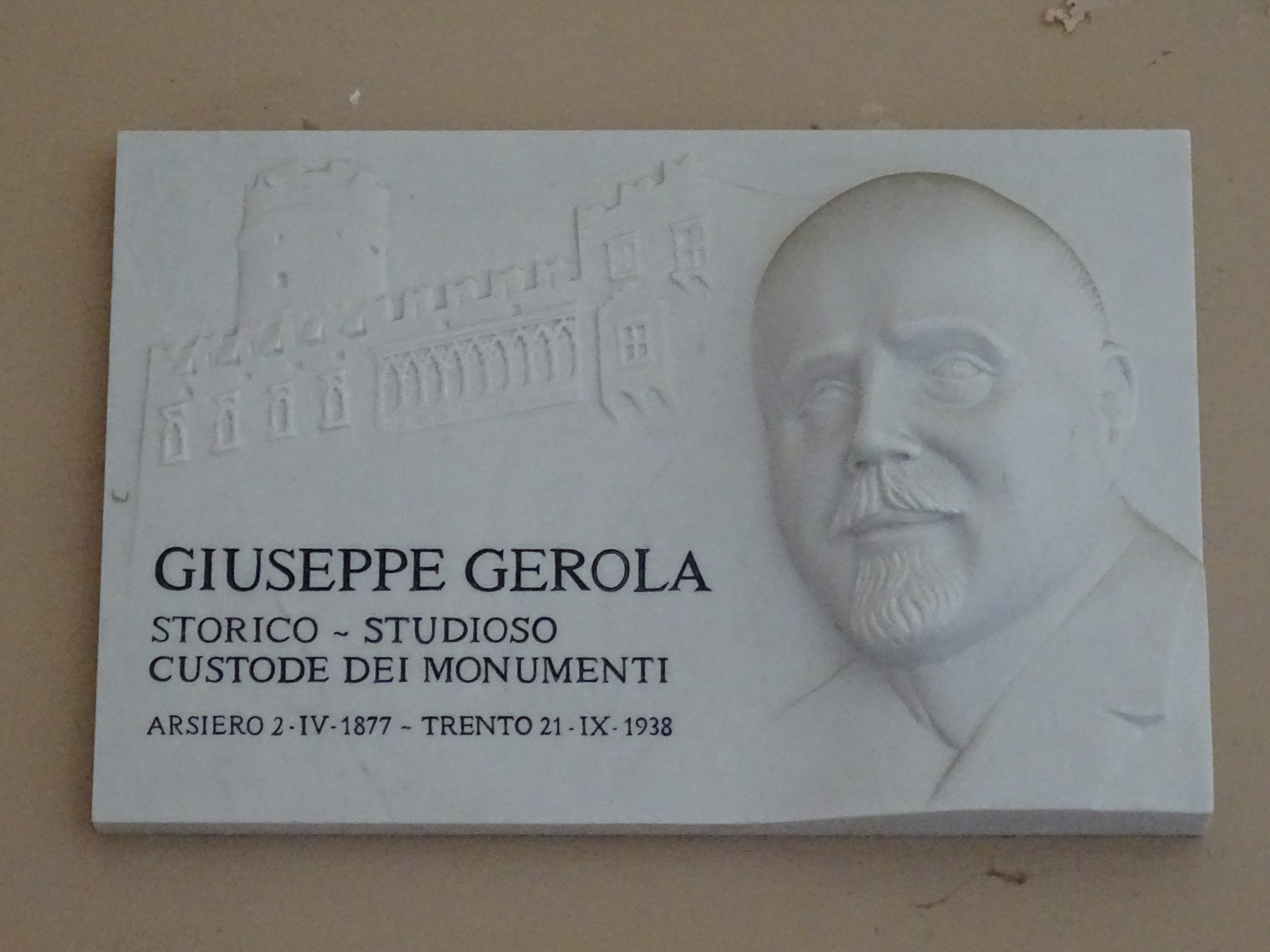
Targa nel famedio del cimitero monumentale di Trento

Nel 1927 creò gli stemmi delle regioni italiane che allora erano 19 e non erano enti amministrativi come oggi, avevano esclusivo valore storico, territoriale e identitario concepite come terre legate al passato glorioso di Roma e dell'Italia medioevale e moderna e proprio su queste basi concepì gli stemmi araldici delle regioni. Elencò inoltre le caratteristiche araldiche delle tre terre di lingua italiana fuori dai confini dello stato: la Svizzera italiana, la Corsica e Malta.

## Opere
- Monumenti veneti nell'isola di Creta. Ricerche e descrizione fatte dal dottor Giuseppe Gerola per incarico del R. Istituto Veneto di Scienze, Lettere ed Arti Volume I Parte I, Bergamo, Istituto Italiano D'arti Grafiche, 1905. URL consultato il 15 luglio 2016 (archiviato dall'url originale il 18 agosto 2016).
- Monumenti veneti nell'isola di Creta. Ricerche e descrizione fatte dal dottor Giuseppe Gerola per incarico del R. Istituto Veneto di Scienze, Lettere ed Arti Volume I Parte II, Bergamo, Istituto Italiano D'arti Grafiche, 1906. URL consultato il 15 luglio 2016 (archiviato dall'url originale il 18 agosto 2016).
- Monumenti veneti nell'isola di Creta. Ricerche e descrizione fatte dal dottor Giuseppe Gerola per incarico del R. Istituto Veneto di Scienze, Lettere ed Arti Volume II, Bergamo, Istituto Italiano D'arti Grafiche, 1908. URL consultato il 12 gennaio 2015 (archiviato dall'url originale il 18 agosto 2016).
- Monumenti veneti nell'isola di Creta. Ricerche e descrizione fatte dal dottor Giuseppe Gerola per incarico del R. Istituto Veneto di Scienze, Lettere ed Arti Volume III, Bergamo, Istituto Italiano D'arti Grafiche, 1917. URL consultato il 15 luglio 2016 (archiviato dall'url originale il 18 agosto 2016).
- Monumenti veneti nell'isola di Creta. Ricerche e descrizione fatte dal dottor Giuseppe Gerola per incarico del R. Istituto Veneto di Scienze, Lettere ed Arti Volume IV, Bergamo, Istituto Italiano D'arti Grafiche, 1932. URL consultato il 15 luglio 2016 (archiviato dall'url originale il 19 agosto 2016).